# Diego Fagúndez
Diego Fagúndez, né le 14 février 1995 à Montevideo, est un footballeur uruguayen jouant au poste de milieu de terrain au Galaxy de Los Angeles en MLS.

## Biographie
Fagúndez naît en Uruguay mais arrive à l'âge de 5 ans aux États-Unis lorsque sa famille s'installe à Leominster (Massachusetts). En 2009, il intègre le centre de formation du Revolution de la Nouvelle-Angleterre.
Il signe son premier contrat professionnel le 15 novembre 2010 en tant que Home Grown Player avec les Revs, alors qu'il n'est âgé que de 15 ans.
Le 1er août 2023, il est transféré au Galaxy de Los Angeles en échange de Memo Rodríguez (en) et d'un montant d'allocation générale garanti de 300 000 dollars,.

## Palmarès
Revolution de la Nouvelle-Angleterre
- Finaliste de la Coupe MLS en 2014
- Finaliste de la Coupe des États-Unis en 2016

 Galaxy de Los Angeles
- Vainqueur de la Coupe de la Major League Soccer en 2024